# Junagadh
Junagadh (Gujarati: જુનાગઢ (= „alte Festung“); vor 1947 auch Sorath genannt) ist eine Großstadt (seit 15. September 2002 Junagadh Mahanagar Seva Sadan, eine Municipal Corporation) im indischen Bundesstaat Gujarat mit rund 320.000 Einwohnern. Sie ist Verwaltungssitz des Distriktes Junagadh.

## Lage und Klima
Junagadh liegt am Fuße der Girnar-Berge auf der Halbinsel Kathiawar etwa 860 km (Fahrtstrecke) nordwestlich von Mumbai. Bis nach Ahmedabad, der Hauptstadt des Bundesstaates Gujarat sind es etwa 360 km in nordöstlicher Richtung. Die Stadt erstreckt sich in Höhenlagen von ca. 75 bis 110 m; die Arabische See ist etwa 40 km entfernt. Das Klima außerhalb der Monsunzeit ist warm bis heiß; Regen (ca. 655 mm/Jahr) fällt eigentlich nur während der sommerlichen Monsunzeit. 

## Bevölkerung
| Jahr      | 1991    | 2001    | 2011    |
| Einwohner | 130.484 | 223.341 | 319.462 |

Ca. 82 % der Einwohner sind Hindus, ca. 16,5 % sind Moslems und ca. 0,5 % sind Jains; der Rest entfällt auf Sikhs, Buddhisten und Christen. Wie im Norden Indiens üblich übersteigt der Anteil der Männer den der Frauen um ca. 6 %.

## Wirtschaft
Handel, Handwerk und kleinere Dienstleistungsbetriebe bestimmten lange Zeit das Bild der Stadt. Heute haben sich zahlreiche kleinere Industriebetriebe in Junagadh angesiedelt.

## Geschichte
Die Geschichte des Ortes geht auf das 3. Jahrhundert v. Chr. zurück, aus der Zeit stammen auch Teile des noch heute erhaltenen Forts Uparkot sowie eine Felsinschrift Kaiser Ashokas. Danach gehörte Junagadh zum Herrschaftsgebiet der Saken und der Guptas. Im 9. und 10. Jahrhundert waren die Chudasamas, ein möglicherweise türkischstämmiger Rajputenclan, Herren über weite Teile Gujarats. Im 11./12. Jahrhundert herrschte die Dynastie der Solanki über die Stadt, die nach der islamischen Eroberung Gujarats (1299) zum Sultanat Gujarat gehörte, das im Rahmen der Expansion des Mogulreichs unterging.
Im 16. Jahrhundert eroberten die Portugiesen Teile der Küsten und die Insel Diu; ihre Nachfolger waren die Briten, die sich jedoch wenig um Gujarat kümmerten, sondern die Herrschaft über die Provinz einer Vielzahl von lokalen Herrschern überließen. Der Ort war bis 1947 Hauptstadt des muslimischen Fürstenstaates Junagadh (Sorath). Bei der Unabhängigkeit Britisch-Indiens und dessen Teilung in die modernen Staaten Indien und Pakistan entschied sich der Nawab für den Beitritt seines Staates zu Pakistan. Indien erkannte die Entscheidung des Nawab unter Verweis auf die mehrheitlich hinduistische Bevölkerung Junagadhs nicht an. In einer Volksabstimmung im Februar 1948 entschied sich die Bevölkerung des früheren Staates Junagadh mit großer Mehrheit für die Zugehörigkeit zu Indien.

## Sehenswürdigkeiten

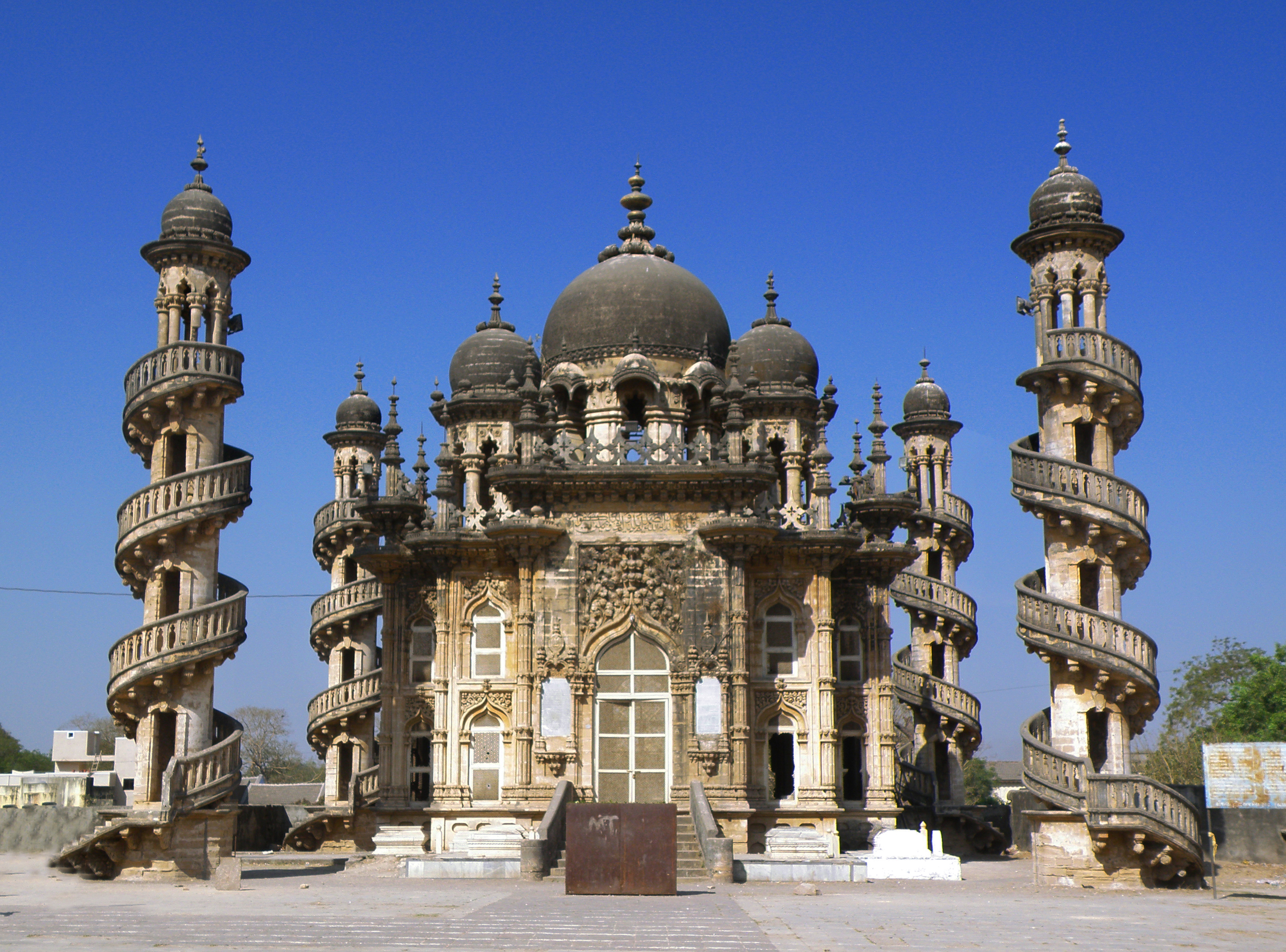
Baha-ud-Din Maqbara

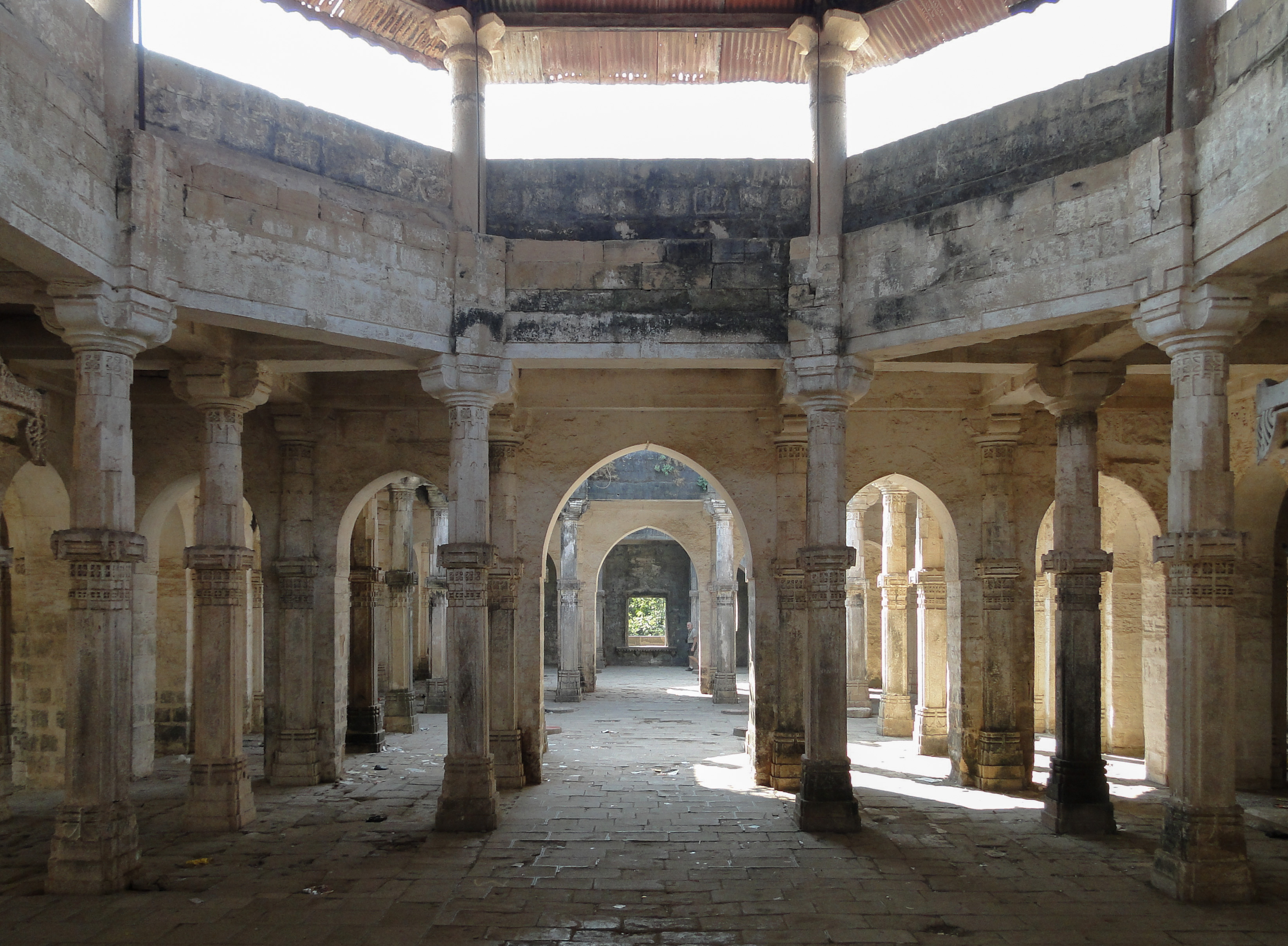
Freitagsmoschee

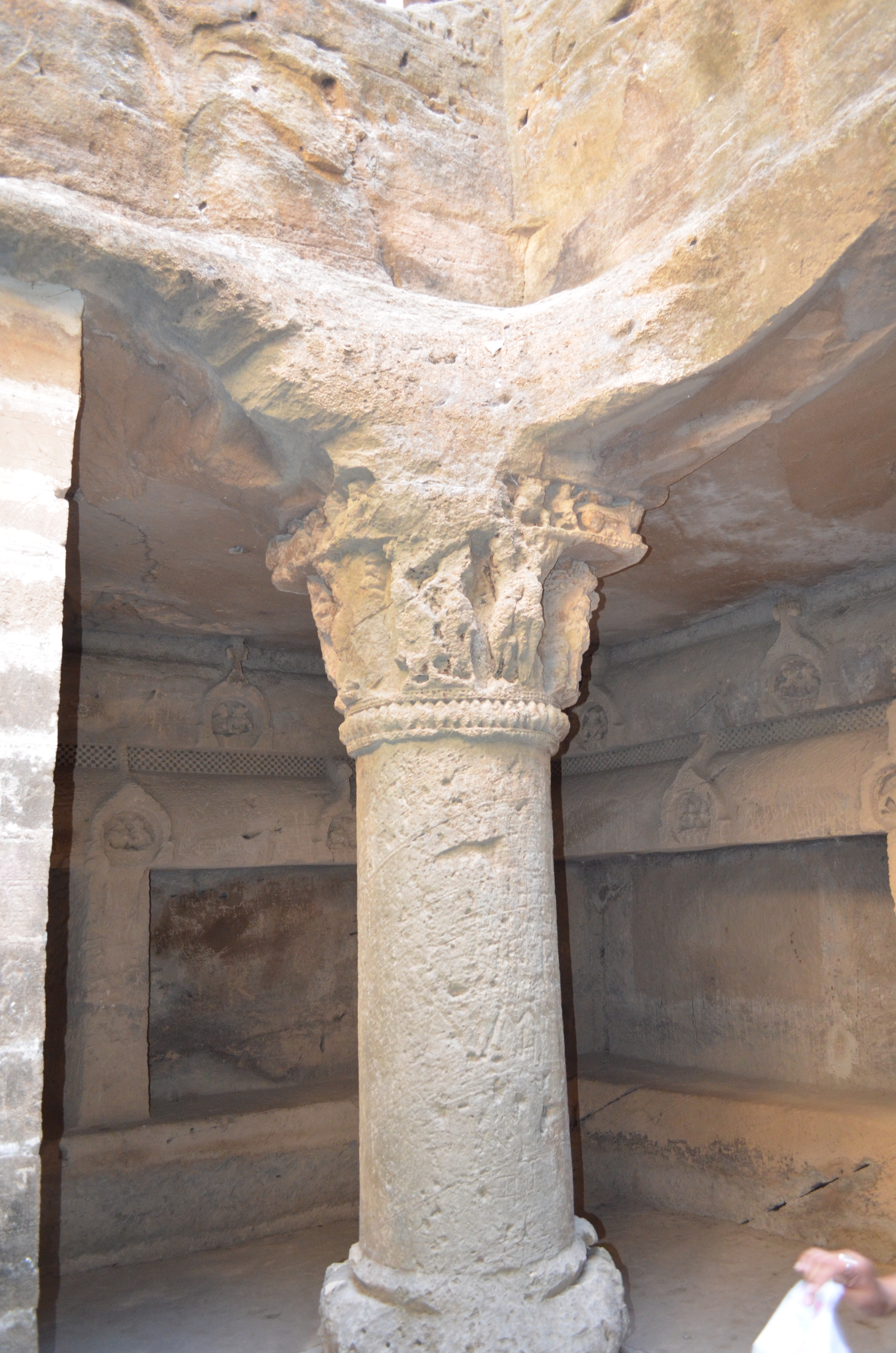
Buddhistisches Höhlenkloster

Mahabat Maqbara PalastBeim Mahabat Maqbara Palace und beim benachbarten Baha-ud-Din Maqbara handelt es sich um ein Fürstenmausoleum und das seines Wesirs vom Ende des 19. Jahrhunderts, die die beiden Bauten in einer Mischung von indo-islamischen und europäischen Stilelementen errichten ließen. Besonders außergewöhnlich und markant sind die Minarette mit ihren gewundenen Außentreppen. Seitlich des zentralen Mausoleums steht eine Moschee mit ähnlich gestalteten Minaretten.
Durbar HallIn diesem Stadtpalast wurde ein Museum eingerichtet. Zu sehen sind eine repräsentative Halle und einige Sammlungen, u. a. Waffen, Porträts und Textilien. In der Altstadt zwischen Durbar Hall und Circle Chowk gibt es mehrere repräsentative Bauwerke mit gotischen Fassadenelementen.
außerhalb
FelsinschriftenVon großer geschichtlicher Bedeutung sind drei Inschriften auf einem großen Felsblock am östlichen Ortsrand von Junagadh: Die älteste stammt aus der Zeit Ashokas (reg. ca. 268–232 v. Chr.) und liegt an der Straße, die zum Girnar-Hügel führt, eine weitere ist der Zeit des Saka-Herrschers Rudradaman I. (reg. ca. 130–150 n. Chr.) zuzurechnen; die dritte ist eines der wenigen Zeugnisse der späten Gupta-Zeit und rühmt die Heldentaten Skandaguptas (reg. ca. 455–468 n. Chr.). Ein weiteres Felsedikt Ashokas befindet sich auf einem Granitfelsen auf dem Girnar-Hügel.
Girnar-HügelDie etwa 1100 m hohen Girnar-Berge erheben sich im Osten der Stadt. Sie sind die höchsten Erhebungen in Gujarat und bedeutende Pilgerstätten der Jainas. Eine Treppe mit etwa 10.000 Stufen führt hinauf zum Gipfel. Die Pilgerstätte liegt knapp unterhalb des Gipfels und umfasst mehrere Jain-Tempel aus dem 12. bis 15. Jahrhunderts. Oberhalb der Jain-Tempel befinden sich auf Gipfeln des Girnar-Bergs kleinere, ebenfalls von zahlreichen Pilgern aufgesuchte Schreine.
Uparkot-FortIm Bereich des „Alten Forts“ befinden sich zwei in den Fels gehauene Zisternen bzw. Stufenbrunnen – der Navghan Kuvo (13. Jh.) ist über eine gewundene Treppe zugänglich, der Adi Kadi Vav (15. Jh.) hat ca. 120 geradlinig nach unten verlaufende Treppenstufen. Derartige mittelalterliche bzw. frühneuzeitliche Stufenbrunnen (Vavs, auch Baori) sind besonders in Gujarat anzutreffende Sehenswürdigkeiten. Aus islamischer Zeit stammt die – heute nicht mehr genutzte – Freitagsmoschee mit ihrem aufwendig gestalteten Mihrab.
Buddhistische Höhlenklöster
- Das Uparkot-Höhlenkloster mit mehreren Höhlen aus der Zeit von 300–500 n. Chr. gehört zu den Hauptattraktionen des Uparkot-Forts. Besonders hervorzuheben ist ein von kannelierten Säulen mit großen Kapitellen begrenzter unterirdischer Innenhof.
- Ein weiteres Höhlenkloster, die Khapra Kodiya Caves, befindet sich etwa 500 m nordöstlich der Innenstadt.
- Ein drittes Höhlenkloster, die Bava Pyara Caves, befindet sich ca. 800 m südlich des Fortbereichs.

ZooDer ca. 3,5 km nördlich des Stadtzentrums gelegene Sakkarbaug Zoo wurde im Jahr 1863 eröffnet; er ist der älteste und drittgrößte Indiens.

## Söhne und Töchter der Stadt
- Parveen Babi (1954–2005), Schauspielerin